# عبدالرحمن مصطفی
عبدالرحمن مصطفی فهمی (انگلیسی: Abdurahman Mostafa؛ زادهٔ ۵ آوریل ۱۹۹۷) یک ورزشکار است.